# Dmitrij Bystrov
Dmitrij Vjačeslavovič Bystrov (in russo Дмитрий Вячеславович Быстров?, traslitterazione anglosassone: Dmitry Vyacheslavovich Bystrov; Mosca, 30 luglio 1967 – Mosca, 1º giugno 2005) è stato un calciatore e allenatore di calcio sovietico, dal 1991 russo.
In attività giocava come difensore. È morto di polmonite.

## Palmarès

### Club
- Campionato sovietico: 1

CSKA Mosca: 1991
- Kubok SSSR: 1

CSKA Mosca: 1990-1991